# Garnizon Wrocław
Garnizon Wrocław – garnizon w Polsce.
Rozporządzeniem Ministra Obrony Narodowej z 10 sierpnia 2022 w sprawie utworzenia, przekształcenia i zniesienia garnizonów oraz określenia zadań, siedzib i terytorialnego zasięgu właściwości ich dowódców, określono  terytorialny zasięg Garnizonu Wrocław. Obejmuje on (2022) miasto Wrocław i powiaty: kamiennogórski, oławski, średzki, świdnicki, trzebnicki, wałbrzyski, wołowski i wrocławski. 
Położenie Wrocławia przed II wojną światową spowodowało, że stał się on miejscem dyslokacji wielu jednostek wojskowych.
Znaczenie Wrocławia dla III Rzeszy było duże, głównie ze względu na małą odległość od granicy z Polską a także bliskość baz wojskowych w Sudetach. W dużym stopniu realizowane były tu przygotowania do ataku na Polskę.
Po zakończeniu działań wojennych Wrocław stał się ważnym garnizonem Wojska Polskiego. Świadczy o tym rozmieszczenie w tym mieście Dowództwa Śląskiego Okręgu Wojskowego, a potem Dowództwa 3 Korpusu Obrony Powietrznej Kraju.

## Garnizon armii niemieckiej
- Dowództwo i sztab VI Korpusu armii niemieckiej
- 11 Dywizja Cesarstwa Niemieckiego (1818-1919)
  - 11 Pułk Grenadierów im. Króla Fryderyka III (2 Śląski) – (Grenadier-Regiment König Friedrich III. (2. Schlesisches) Nr. 11) we Wrocławiu (Breslau)
  - 51 Pułk Piechoty (4 Dolnośląski) – (4. Niederschlesisches Infanterie-Regiment Nr. 51) we Wrocławiu (Breslau)
  - 1 Przyboczny Pułk Kirasjerów im. Wlk. Ks. Elektora (Śląski) – (Leibkürassier-Regiment Großer Kurfürst (Schlesisches) Nr. 1) we Wrocławiu (Breslau)
  - 6 Pułk Artylerii Polowej im. von Peuckera (1 Śląski) – (Feldartillerie-Regiment von Peucker (1. Schlesisches) Nr. 6) we Wrocławiu (Breslau)
- Landwehra – (Landwehrinspektion Breslau)
  - Korpus Landwehry Woyrscha
- Dowództwo i Sztab VIII Śląskiego Korpusu Armijnego Reichswehry, od 1935 roku – Wehrmachtu

## Garnizon Armii Radzieckiej
Po 1945 r. we Wrocławiu  stacjonowały oddziały i pododdziały zabezpieczenia Północnej Grupy Wojsk. Były to m.in.:
- 94 Pułk Radiotechniczny
- 587 Batalion Łączności Radioliniowej
- 164 Batalion Obrony Przeciwchemicznej
- 246 Batalion Samochodowy
- 2234 Składnica Intendencka
- warsztaty remontowe techniki pancernej i samochodowej
- skład artyleryjski
- szpital wojskowy

## Garnizon Wojska Polskiego

### Jednostki stacjonujące we Wrocławiu – rozwiązane
- Dowództwo Śląskiego Okręgu Wojskowego
- Dowództwo 2 Korpusu Pancernego
- Dowództwo 3 Korpusu Obrony Powietrznej Kraju
- Dowództwo 10 Dywizji Piechoty
- 25 Pułk Piechoty
- 10 Saski Pułk Łączności
- 2 Batalion Dowodzenia OW
- 6 Pułk Zabezpieczenia
- 11 Brandenburski Pułk Lotnictwa Myśliwskiego
- 3 Eskadra Lotnictwa Łącznikowego
- 3 Eskadra Lotnictwa Transportowo-Łącznikowego
- 3 Baza Lotnicza
- Wyższa Szkoła Oficerska Wojsk Zmechanizowanych
- Wyższa Szkoła Oficerska Inżynierii Wojskowej
- Szkoła Podoficerska Wojsk Lądowych we Wrocławiu*
- wojskowa komenda uzupełnień Wrocław 1*
- wojskowa komenda uzupełnień Wrocław 2*
- wojskowa komenda uzupełnień Wrocław 3*

(*)- Jednostka rozformowana z dn. 01.01.2011 roku

### Jednostki obecnie stacjonujące we Wrocławiu
- 3 Wrocławska Brygada Radiotechniczna
- 31 Dolnośląski Batalion Radiotechniczny
- 10 Wrocławski Pułk Dowodzenia
- 3 Węzeł Łączności
- Komenda 4 Regionalnej Bazy Logistycznej
- 4 Wojskowy Szpital Kliniczny
- 2 Wojskowy Szpital Polowy
- 6 Rejonowa Baza Materiałowa
- Akademia Wojsk Lądowych
- Centrum Szkolenia Wojsk Inżynieryjnych i Chemicznych we Wrocławiu
- Wojskowy Instytut Techniki Inżynieryjnej
- Delegatura Wojskowego Dozoru Technicznego
- Delegatura Kontroli MON
- Komenda Garnizonu Wrocław
- Ośrodek Analizy Skażeń
- Wojewódzki Sztab Wojskowy
- Wojskowe Centrum Rekrutacji
- Wojskowa Prokuratura Garnizonowa we Wrocławiu
- Wojskowy Sąd Garnizonowy we Wrocławiu
- Oddział Żandarmerii Wojskowej we Wrocławiu
- 16 Dolnośląska Brygada Obrony Terytorialnej

## Obiekty wojskowe

### Sztaby
- Kompleks sztabowy przy ul. Gajowickiej – powstał w 1929 roku i jest projektem szwajcarskiego architekta modernisty Ottona Rudolfa Salvisberga. Po wojnie mieściła się w nim siedziba dowództwa Śląskiego Okręgu Wojskowego. Obecnie znajduje się tam komenda 4 Regionalnej Bazy Logistycznej. W ramach zwiększenia bezpieczeństwa obiekt otoczono 2,5 m ogrodzeniem.

### Koszary
- Dawne Koszary Piechoty – Ehemalige Infaterie Kaserne – ul. Podwale (odcinek pomiędzy ul. Krupniczą i pl. Orląt Lwowskich). Koszary z końca XVIII w. Obecnie mieści się tam Starostwo Powiatowe, biura prokuratur rejonowych i dom studencki Politechniki Wrocławskiej „Nad Fosą”.
- Koszary Piechoty – Infanterie Kaserne – ul. Długa – koszary z XIX w. Obecnie nie istnieją. Na ich miejscu powstał w 1995 r. market HIT, a potem Tesco.
- Koszary Kirasjerów – Kürassiere Kaserne – ul. Hallera – ul. Gajowicka – koszary z XIX w. Po wojnie były tam koszary 6 Pułku Zabezpieczenia SOW, a od 1994 r. 2 Batalionu Dowodzenia SOW.
- Koszary Artylerii – Artilerie Kaserne – ul. Mieszczańska – koszary z XIX w. Po wojnie ulokowano tam: Archiwum SOW, Wojskowy Rejonowy Zarząd Kwaterunkowo – Budowlany, Wojskowy Ośrodek Metrologii, Wojskowe BIuro Emerytalne oraz składnice. Potem ulokowano tam Sekcję Koszykówski Klubu Ślask Wrocław.
- Koszary Adolfa Hitlera – Adolf Hitler Kaserne – ul. Połbina – wcześniej koszary saperów – koszary zbudowane w połowie lat 30. XX w. Obecnie komisariat policji Wrocław-Fabryczna i budynki mieszkalne.
- Koszary Hindenburga – Hindenburg Kaserne – ul. Koszarowa – ul. Sołtysowicka – duży kompleks koszarowy zbudowany w połowie lat 30. XX w. dla jednostek piechoty i łączności armii niemieckiej. Po wojnie koszary Armii Radzieckiej. Po roku 1991 siedziba: Wydziału Nauk Społecznych Uniwersytetu Wrocławskiego, Oddziału Instytutu Pamięci Narodowej oraz Międzynarodowej Wyższej Szkoły Logistyki i Transportu.
- Koszar Piechoty Karłowice – Carlowitz Infanterie Kaserne – ul. Czajkowskiego – koszary zbudowane w połowie lat 30. XX w. Po wojnie koszary Oficerskiej Szkoły Piechoty, a potem Wyższej Szkoły Oficerskiej Wojsk Zmechanizowanych i Wyższej Szkoły Oficerskiej im. T. Kościuszki. Od 2004 r. jest tam Wyższa Szkoła Oficerska Wojsk Lądowych.
- Koszary Rosenthal – Rosenthal Kaserne – ul. Obornicka – duży kompleks koszarowy zbudowany w połowie lat 30. XX w. dla jednostek piechoty armii niemieckiej. Po wojnie koszary 25. Pułku Piechoty 10. Dywizji Piechoty, a następnie siedziba Wyższej Szkoły Oficerskiej Wojsk Inżynieryjnych i Wojskowego Instytutu Techniki Inżynieryjnej. Obecnie znajdują się tam: Wojewódzki Sztab Wojskowy, Centrum Szkolenia Wojsk Inżynieryjnych i Chemicznych, Wojskowy Instytut Techniki Inżynieryjnej, Wojskowa Komenda Uzupełnień i Wojskowe Biuro Emerytalne.
- Koszary Partynice – Hartlieb Kaserne – ul. Zwycięska – koszary zbudowane w 1938 r. dla jednostki żandarmerii zmotoryzowanej armii niemieckiej. Po wojnie koszary Armii Radzieckiej. Po 1991 r. budynki koszarowe zaadaptowano na cele mieszkaniowe.